# Uneidliche Vernehmung
Die uneidliche Vernehmung ist die förmliche Vernehmung einer Person, beispielsweise eines Zeugen, bei der diese die Richtigkeit ihrer Aussage nicht beschwören muss.
Nach § 393 ZPO sind Personen, die zur Zeit der Vernehmung das sechzehnte Lebensjahr noch nicht vollendet haben, oder wegen mangelnder Verstandesreife die Bedeutung eines Eides nicht verstehen, unbeeidigt zu vernehmen.